# INA (podjetje)
INA-Industrija nafte, d.d. (INA, d.d.) je hrvaško podjetje, ki se ukvaraja z iskanjem in pridobivanjem nafte in plina, predelovanjem in distribucijo. Največja delničarja sta madžarski MOL in Hrvaška vlada. INA je prisotna v 20 državah, med drugim v Egiptu in Angoli.
INA proizvede okrog 70000 ekvivalentnih sodčkov nafte (boe). INA ima rafineriji v Reki in Sisaku.